# Комплекс автоматизованого керування конвеєрами

Комплекс автоматизованого керування конвеєрами — система автоматизації лінії стрічкових і скребкових конвеєрів.

## Функції і операції керування
- послідовний автоматичний пуск конвеєрів, включених у лінію, у порядку, зворотному напрямку руху вантажопотоку, з необхідною витримкою часу між пусками окремих приводів (у вітчизняних системах — до 10 конвеєрів);
- пуск із пульта керування як усієї, так і частини конвеєрної лінії; дозапуск із пульта керування частини конвеєрної лінії з подачею попереджувального звукового сигналу без відключення працюючих конвеєрів;
- автоматичне відключення приводу конвеєра та всієї лінії при спрацьовуванні засобів захисту й контролю (максимальний струмовий захист пускача, заштибовка, пробуксовка, відхилення (схід) стрічки вище допустимих норм й ін.);
- місцеве керування із кнопок блоку управління кожним конвеєром без блокування з попереднім конвеєром.

Аварійна (екстрена) зупинка конвеєра забезпечуються спеціальною системою проводів, прокладених уздовж кожного конвеєра з боку проходу людей.

## Область і умови застосування
Комплекс використовується для керування роботою конвеєрів у шахтах, небезпечних по газу й/або пилу, при температурі навколишнього повітря від мінус 10 до 40 °С з відносною вологістю до 100 % при температурі 35 °С.